# Batalla de Hipona
La batalla de Hipona o Hippo Regius fue un enfrentamiento naval sucedido en el 46 a. C. durante la segunda guerra civil de la República romana.
Después de la destrucción de su ejército en África (batalla de Tapso) el mando pompeyano se desintegró. El jefe de la guarnición de Utica, Catón el Joven, al saber que César se aproximaba victorioso, se suicidó. Juba I y Marco Petreyo libraron un duelo a muerte, el vencedor después se quitó la vida siguiendo un pacto previo.
Lucio Afranio y Fausto Cornelio Sila lograron huir con 1500 jinetes hacia Mauritania para continuar la resistencia en Hispania, pero fueron emboscados por el aventurero y mercenario romano Publio Sitio Nocerino. Hechos prisioneros, fueron muertos pocos días después, según algunos por orden de César y según otros por el amotinamiento de sus propios hombres. Previamente el aventurero se había aliado con Boco II, rey de Mauritania, para tomar Cirta, capital de Juba, mientras César desembarcaba y combatía en Ruspina. Esto obligó al rey de Numidia a dividir sus fuerzas enviando al general Saburra al oeste, facilitando la victoria de Tapso. Saburra fue muerto en combate y su contingente destruido por Nocerino y Boco.
Por último, Quinto Cecilio Metelo Escipión intentó huir por mar hacia Utica para refugiarse con Catón, pero el mal clima lo llevó a él y su flotilla a Hippo Regius, donde se encontró con la flota que mandaba Nocerino. Los cesarianos eran muy superiores en número y destrozaron a sus oponentes. Viendo todo perdido, Escipión se apuñaló y lanzó al mar para morir.
Solamente Tito Labieno, Publio Atio Varo y los hermanos Sexto y Cneo Pompeyo el Joven lograron huir a Hispania, donde serán vencidos en la batalla de Munda. Nocerino fue premiado con tierras en Cirta, actual Constantina, donde asentar a sus irregulares.